# Salt (Jordánsko)
Salt (arabsky السلط‎ as-Salt) je město v Jordánsku v governorátu Balká. Je to převážně zemědělské město s dávnou historií. Nachází se v pohoří Balká na staré cestě spojující Ammán a Jeruzalém. Oblast je kopcovitá a úrodná a nachází se nedaleko údolí Jordánu. Salt je hlavním městem governorátu Balká. V roce 2006 byla jeho populace 97 000, z toho 70% muslimů a 30% křesťanů.

## Světové dědictví UNESCO
V roce 2021 bylo jádro města (24,68 ha) zapsáno na seznam světového dědictví UNESCO pod názvem Al-Salt - místo tolerance a městské pohostinnosti. Dle UNESCA splňuje Salt kritérium (ii) „představuje významný mezník v hodnotách člověka (v určité době nebo kulturním období) ve vývoji v architektuře, technice, umění či urbanismu“ a (iii) – „je jedinečným důkazem o existující nebo už vymizelé civilizaci nebo kulturní tradici“.
Vystavěno na třech blízkých kopcích ve vysočině Balká na západě centrálního Jordánska, bylo město důležitým důležitým obchodním spojením mezi východní pouští a západem. Během posledních 60 let osmanského období region prosperoval díky příchodu a osídlení obchodníků z Náblusu, Sýrie a Libanonu, kteří zbohatli v oblasti obchodu, bankovnictví a zemědělství. Tato prosperita přilákala kvalifikované řemeslníky z různých částí regionu, kteří pracovali na přeměně skromného venkovského osídlení na prosperující město osobitého půdorysu a architektury charakterizované velkými veřejnými budovami a rodinnými sídly vystavěnými z lokálního bílého pískovce. Jádro města čítá na 650 výrazných historických budov spojujících evropskou secesi, neo-koloniální styl a místní tradice. Nesegregovaný rozvoj města vyjadřuje toleranci mezi muslimy a křesťany, kteří rozvíjeli tradice pohostinnosti doložené mimo jiné ve výstavbě hostinských domů a systému sociálního zabezpečení známém jako „Takaful Ijtimai“. Tyto hmatatelné a nehmotné aspekty mohly vzniknout v období zlatého věku společnosti As-Salt v letech 1860 až 1920 spojením venkovských tradic a praktik buržoazních obchodníků.

## Galerie

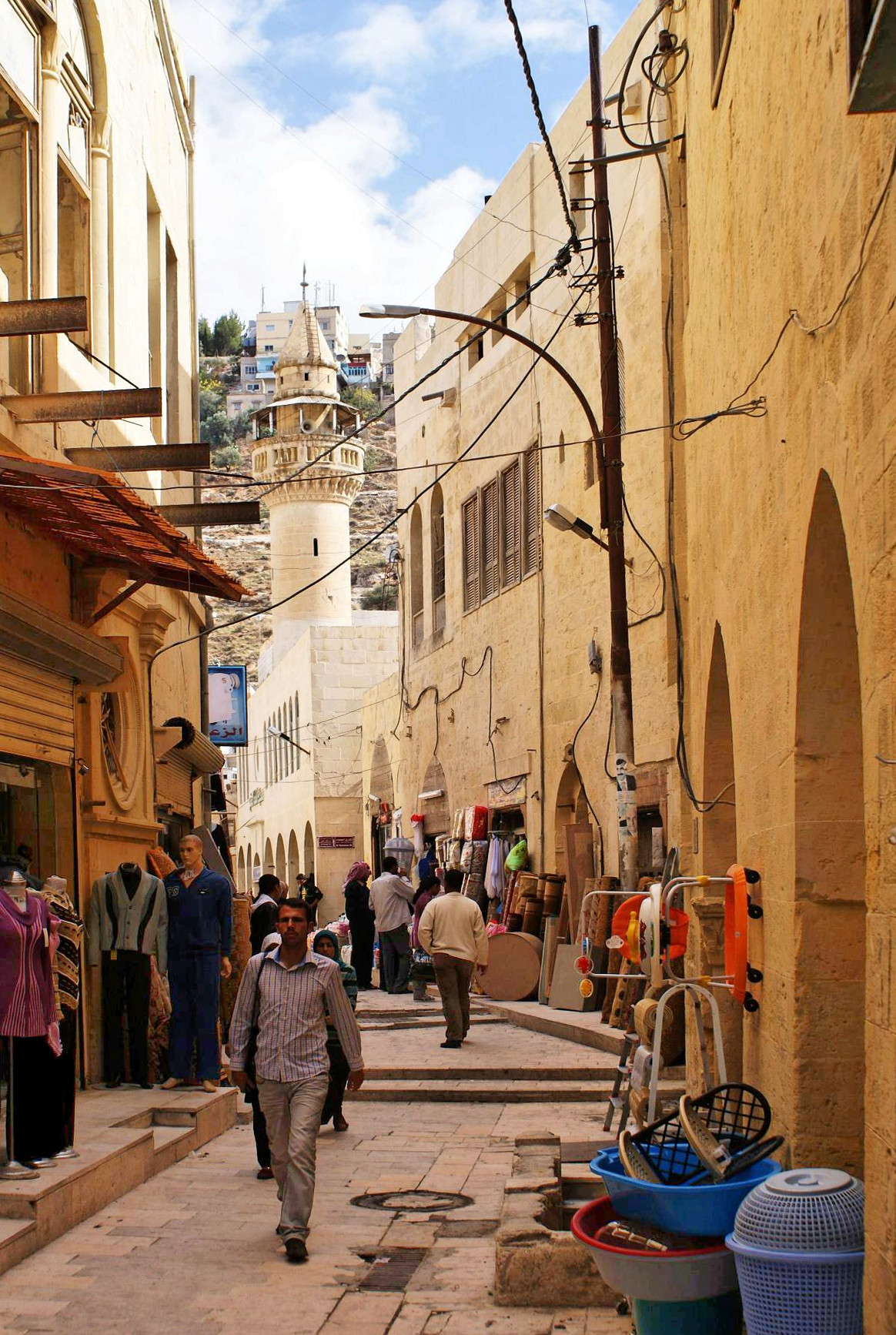
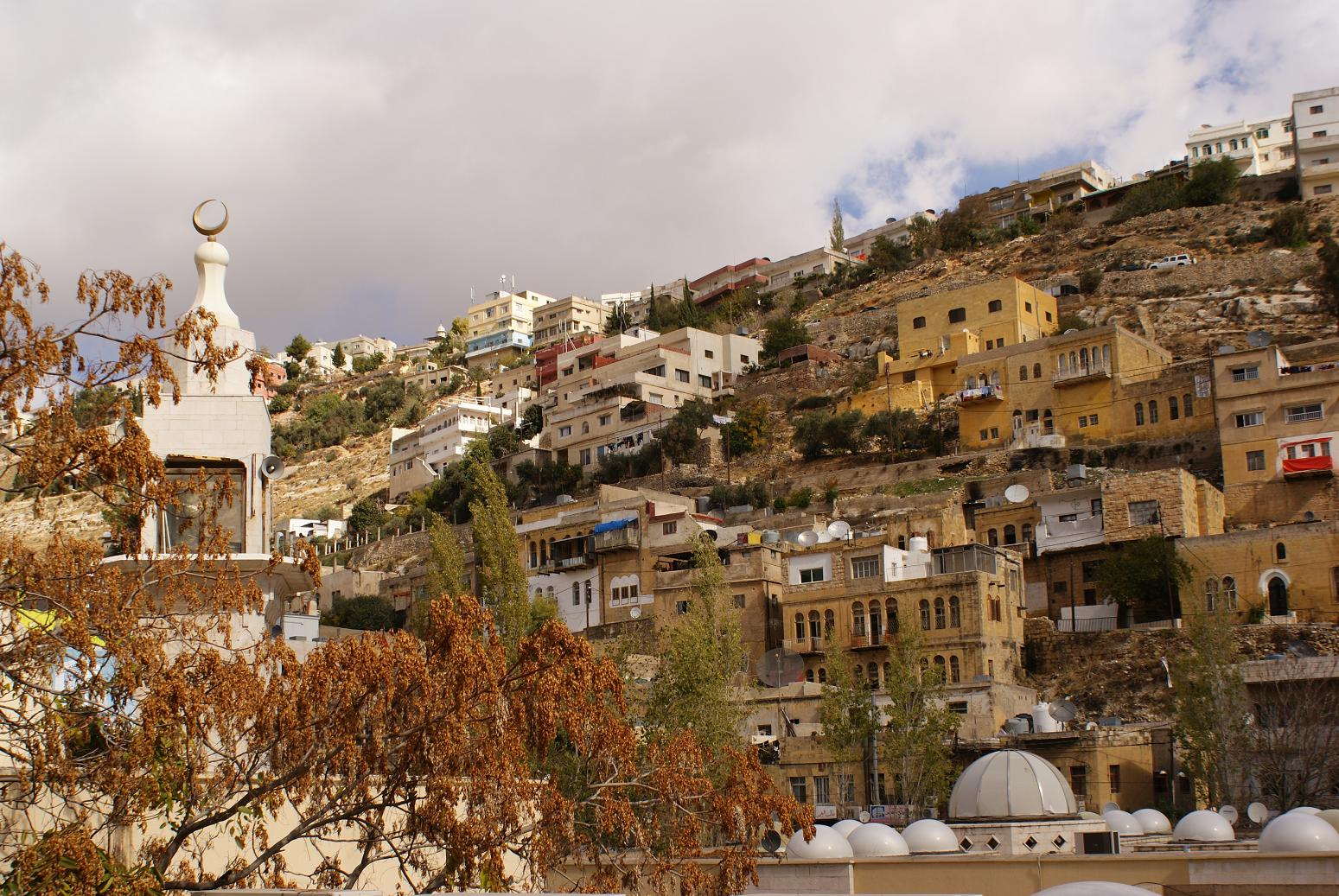
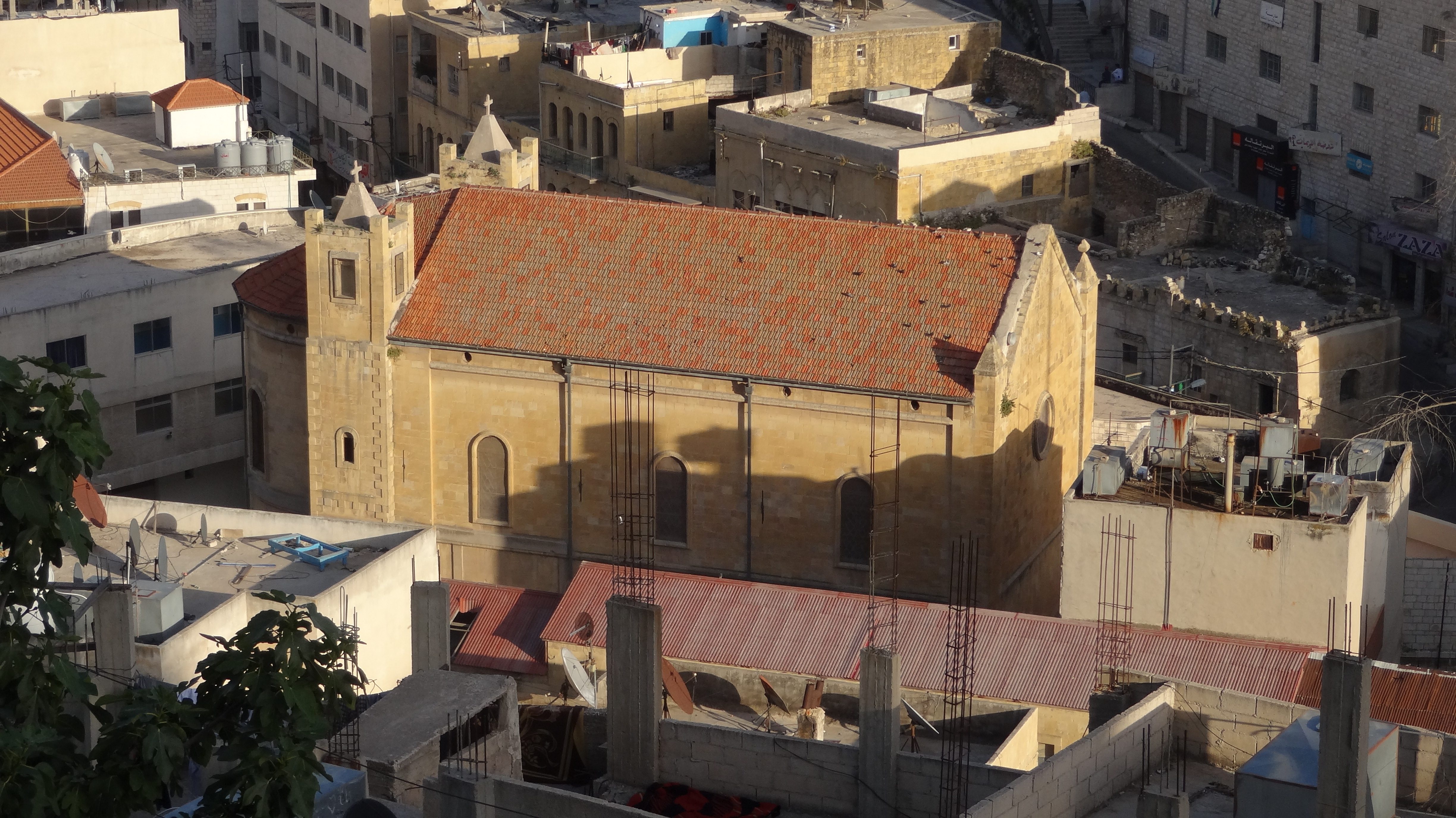
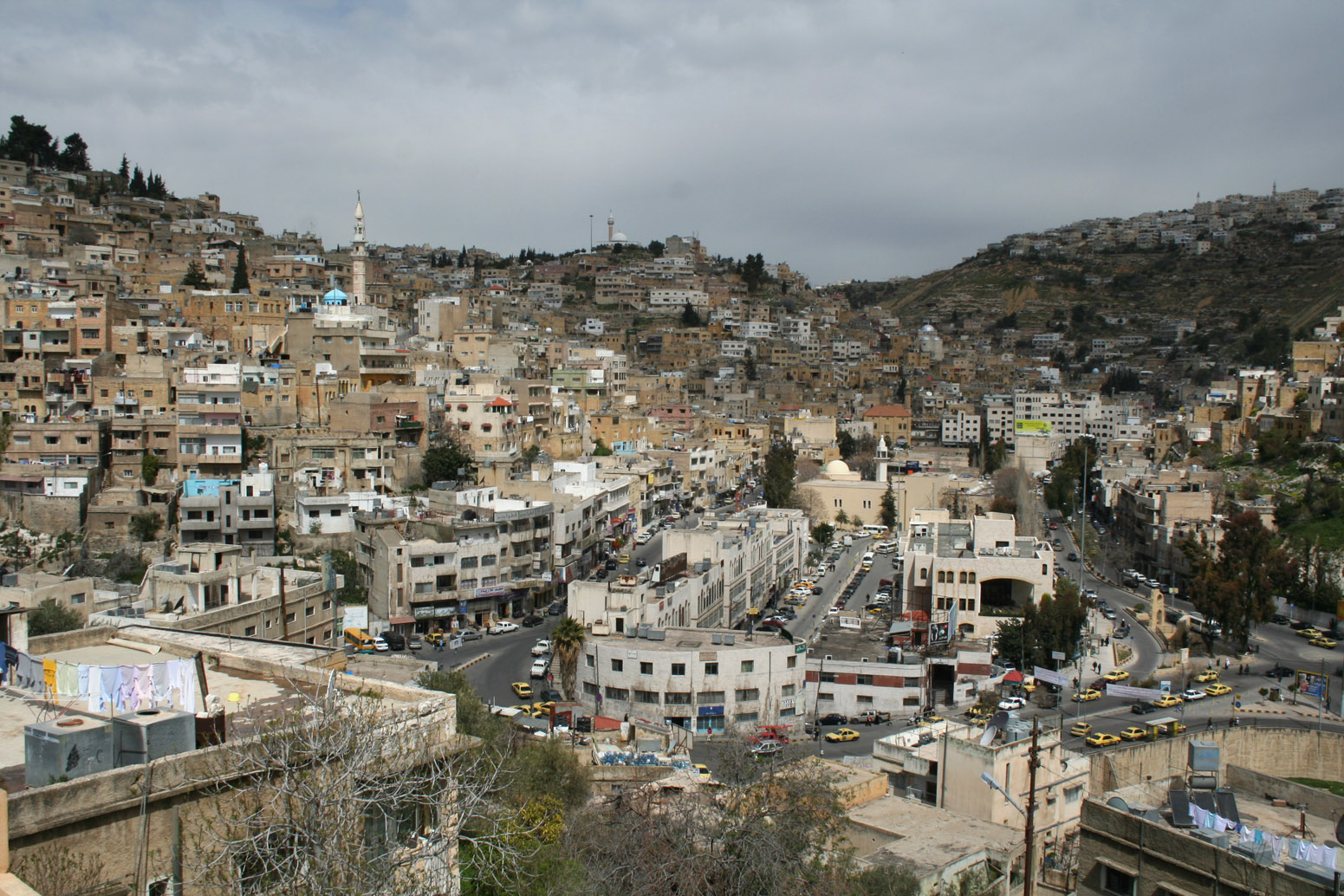